# John Kolius
John Kolius est un skipper américain né le 1er avril 1951 à Houston.

## Carrière
John Kolius obtient une médaille d'argent dans la catégorie des Soling lors des Jeux olympiques d'été de 1976 à Montréal.